# Preciosas (telenovela)
Preciosas es una telenovela chilena creada por Catalina Calcagni, dirigida por Herval Abreu y emitida por Canal 13 desde el 1 de agosto de 2016 hasta el 31 de enero de 2017. Es protagonizada por Loreto Aravena, Pablo Macaya, Paulo Brunetti, Paz Bascuñán, Cristian Arriagada y Susana Hidalgo.
La trama toma lugar inicialmente en una prisión femenina, donde llega una joven inculpada de un asesinato, el cual nunca cometió; tras su llegada comienza a relacionarse con las otras internas, quienes aluden a un plan para fugarse donde se la incluye, forzándola a buscar justicia por sus propias manos para probar que es inocente, con ayuda de la banda de las Preciosas.

## Argumento
Lorena (Loreto Aravena) es una esforzada mujer que ha logrado ser feliz a pesar de las dificultades. En su llegada a su nuevo trabajo en la Fundación Márquez, conoce al esposo de su jefa Florencia Márquez (Elvira Cristi), Ismael Domínguez (Paulo Brunetti), un fiscal de la República que inesperadamente se enamorará de ella. Sin embargo, el destino le jugará una mala pasada a Lorena, quien se ve envuelta en el crimen de Juan Pablo Correa (Francisco Pérez Bannen) en pleno evento familiar de los Márquez. El amigo de la familia es asesinado a martillazos mientras el resto del público presencia un discurso en la terraza.
Una serie de evidencias le dan a Lorena el carácter de asesina, necesario para llevarla a prisión, sin siquiera podido ser rescatada por su abogado, Alex Castillo (Pablo Macaya), quien cree en su inocencia y está decidido a ayudarla cueste lo que cueste. Lorena en prisión conoce a Marta (Malucha Pinto), Frida (Paz Bascuñán), Elsa (Tamara Acosta), Paola (Karla Melo), Montserrat (Lorena Bosch) y Lissette (Susana Hidalgo). Al conocerlas empezarán un plan para fugarse la noche de año nuevo, y escapar del destino que les ha tocado vivir, sin embargo, no todo es tan fácil para las apodadas por la prensa como las «Preciosas», porque en su búsqueda está un avezado equipo de detectives y el caso en manos del propio Ismael Domínguez.
Tras pasar de un lugar a otro, logran encontrar donde vivir y trabajar en la discoteca El Oasis de Darío Mardones (Cristián Arriagada), el hijo de Marta «La Superiora», ahí más de una aventura pasan con sus nuevas identidades facilitadas por el «príncipe Eric» (Nicolás Poblete), sumado a la presión de ser encontradas, debido a los movimientos de Lorena, que podrían hacer que el castillo de cartas que construyen a base de libertad, se venga abajo.

## Reparto
- Loreto Aravena como Lorena Martínez «La Martillo».
- Francisco Pérez Bannen como Juan Pablo Correa.
- Paulo Brunetti como Ismael Domínguez.
- Elvira Cristi como Florencia Márquez.
- Pablo Macaya como Alex Castillo.
- Paz Bascuñán como Frida Segovia «La Jugo».
- Cristián Arriagada como Darío Mardones.
- Malucha Pinto como Marta Brosic «La Superiora» .
- José Secall como Patricio Rojas.
- Josefina Montané como Amanda Rojas.
- Nicolás Poblete como Eric Ibarra.
- Susana Hidalgo como Lissette Parra «La Crespita».
- Lorena Bosch como Montserrat Flores «La Come Momias».
- Karla Melo como Paola Farfán «La Palo Santo».
- Tamara Acosta como Elsa Morales.
- Cristián Campos como Arturo Márquez.
- Alessandra Guerzoni como Victoria Walker.
- Eyal Meyer como Nicolás Infante.
- Lucy Cominetti como Begoña Salinas.
- Eusebio Arenas como Vicente Márquez.
- Geraldine Neary como Gabriela Martínez.
- Simoney Romero como María Camila Pérez.
- Oliver Borner como Matías Mardones.
- Teresa Münchmeyer como María Elena Hernández.

## Producción
Como trabajo de preproducción, la mayor parte del reparto debieron cambiar sus cortes de pelos, algunos de los mayores cambios se reflejaron en Josefina Montane, que paso de rubia a pelo castaño oscuro, Nicolás Poblete que debió cortarse las patillas y Susana Hidalgo, que paso de tener el cabello liso, a trenzado y posteriormente con estilo Balayage. Las grabaciones comenzaron la última semana de marzo de 2016 y para ello se utilizaron las instalaciones del ex Centro de Cumplimiento Penitenciario  de Buin, ahí se rodaron las escenas en prisión. En esa cárcel ya se habían grabado las series Prófugos de HBO y El regreso de TVN. La fuga de las internas se grabó durante cuatro noches con un equipo de producción de cien personas y como eso ocurre en la telenovela durante la noche de año nuevo, para ello se necesitaron 250 extras.
Debido a que el edificio, había resultado con daños durante el terremoto de 2010, tuvo que ser acondicionado para las grabaciones. Loreto Aravena, Josefina Montané, Susana Hidalgo y Lorena Bosch, tenían a sus hijos recién nacidos y necesitaban amamantar, la producción de Preciosas decidió adaptar los horarios de las grabaciones y montar una sala para compatibilizar estas con sus labores de maternidad. El trabajo de producción se intensificó, debido a que en Chile nunca antes se había producido una telenovela en ultra alta definición. Por ello, los operadores de cámara debieron capacitarse durante un mes y medio, además, algunos de los escenarios, escenas y tomas debieron cambiarse para otorgarle una óptica diferente.

## Recepción
Preciosas, debutó la noche del 1 de agosto de 2016, en el Prime Time (horario estelar) de Canal 13, tras el término de Teletrece, con una audiencia media 21,1% (14,9 puntos) de share y alcanzando una máxima de 29,6% (19 puntos), entre las 22:31 y 23:55 horas; momento en que se enfrentó a las telenovelas  Señores papis de Mega, y Moisés y los diez mandamientos de TVN, donde la primera obtuvo un promedio de 22,8 puntos y la segunda 13,6 unidades, según mediciones de Kantar Ibope Media. Preciosas, en su primera semana de emisión alcanzó un share promedio de 31.7%. Si bien, la ficción Señores papis, se mantuvo durante agosto liderando televisivamente ese horario, la competencia por el segundo lugar de las audiencias, se concentró entre Preciosas y Moisés, que alternadamente se repartieron gran parte de la audiencia restante de ese mes, dejando a gran parte de los programas nocturnos semanales de Chilevisión, en bajos resultados.
Aunque en varias ocasiones ocupó el segundo e incluso tercer lugar de audiencia , Preciosas, se convirtió en un fenómeno de internet en Chile, alcanzando constantemente en los primeros meses de emisión, las primeras posiciones como Trending topic en su país de origen y mundial en la red social Twitter, superando a sus competencias televisivas y obteniendo elevadas cantidades de seguidores en redes sociales como Facebook; durante su primer episodio donde se llevó a cabo la fuga de la prisión, obtuvo 25 mil menciones con su nombre y posicionándose en Latinoamérica, como el sexto tema más comentado en Twitter durante el mes de agosto de ese año, según la medidora estadounidense The Wit, dedicada a analizar el comportamiento en redes sociales con la televisión. posteriormente algunos de los temas más comentados en esa red social, fueron la aparición del transformista Maureen Junott, el debut de Josefina Montané, el regreso de Karla Melo y Tamara Acosta a prisión, el reencuentro entre Ismael y Lorena, el descubrimiento del asesino de Juan Pablo Correa, y el episodio final emitido la noche del 31 de enero de 2017.
Debido al éxito en su país de origen, Runaways, como es denominada Preciosas en el extranjero, tuvo una presentación destacada en la feria internacional de contenidos televisivos Mipcom 2016 en Cannes, Francia a principios de octubre de ese año, en esa feria tuvo una participación sobresaliente, debido a la poca oferta televisiva de otros países sudamericanos con solo cinco títulos totales, correspondientes a dos ficciones brasileñas, una de Argentina, una de Perú y además de Preciosas representando a Chile. A medida que se fue desarrollando esa feria, se fueron generando conferencias y una de ellas denominada Fresh TV (TV Fresca), fue presentada por Virginia Mouseler, la CEO de The Wit, ella destacó el papel de Preciosas y la denominó como una las ficciones más frescas del momento.

### Premios y nominaciones
| 2016 | Copihue de Oro   |                         |                 |          |
| 2016 | Copihue de Oro   | Mejor serie o teleserie | Preciosas       | Nominada |
| 2016 | Copihue de Oro   | Mejor actriz            | Paz Bascuñán    | Nominada |
| 2016 | Copihue de Oro   | Mejor actriz            | Loreto Aravena  | Nominada |
| 2016 | Copihue de Oro   | Mejor actor             | Pablo Macaya    | Nominado |
| 2016 | Copihue de Oro   | Mejor actor             | Nicolás Poblete | Nominado |
| 2017 | Premios Caleuche |                         |                 |          |
| 2017 | Premios Caleuche | Mejor actriz de soporte | Geraldine Neary | Nominada |
| 2017 | Premios Caleuche | Mejor actor de soporte  | José Secall     | Ganador  |
| 2017 | Premios Caleuche | Mejor actor de soporte  | Eusebio Arenas  | Nominado |

## Banda sonora

### Lanzamientos
El tema principal, utilizado en la secuencia de apertura y en los créditos finales, titulado «Preciosa libertad», fue interpretado por la recordada participante del programa de talentos Mi Nombre Es, Francis Fellizeri y producido por Kevin Vásquez. El sencillo fue lanzado el 24 de julio de 2016 y debutó en la primera posición de la lista de mayores ventas de Itunes Chile.

### Núcleos

#### Personajes
| Intérprete           | Canción              | Personaje(s)        | Actor(es)                         |
| -------------------- | -------------------- | ------------------- | --------------------------------- |
| Trío Halcón Huasteco | «Prisionera»         | Lorena              | Loreto Aravena                    |
| Phil Collins         | «Against All Odds»'" | Lorena y Alex       | Loreto Aravena y Pablo Macaya     |
| Camila Gallardo      | «Más De La Mitad»    | Lorena e Ismael     | Loreto Aravena y Paulo Brunetti   |
| Latin Bitman         | «Airplane»           | Eric                | Nicolás Poblete                   |
| Combo Chabela        | «Yo Te Vi»           | Elsa                | Tamara Acosta                     |
| Zara Larsson         | «Lush Life»          | Begoña              | Lucy Cominetti                    |
| Quantic & Ana Tijoux | «Entre Rejas»        | Eric y Lisette      | Nicolás Poblete y Susana Hidalgo  |
| Tiago Iorc           | «Coisa Linda»        | Darío y Frida       | Cristián Arriagada y Paz Bascuñán |
| Carla Morrison       | «Un Beso»            | Alex y Amanda       | Pablo Macaya y Josefina Montané   |
| Carla Morrison       | «Un Beso»            | Ismael y Amanda     | Paulo Brunetti y Josefina Montané |
| Bomba Estéreo        | «Somos Dos»          | Vicente y Gabriela  | Eusebio Arenas y Geraldine Neary  |
| Kapitol              | «Travel»             | Vicente y Gabriela  | Eusebio Arenas y Geraldine Neary  |
| María Colores        | «Un Lugar»           | Vicente y Gabriela  | Eusebio Arenas y Geraldine Neary  |
| 3 Hielos             | «Never Look Behind»  | Ismael y Florencia  | Paulo Brunetti y Elvira Cristi    |
| Silvestre            | «Cielo»              | Nicolás y Florencia | Eyal Meyer y Elvira Cristi        |
| Silvestre            | «Cielo»              | Nicolás y Begoña    | Eyal Meyer y Lucy Cominetti       |
| Miguel Ríos          | «Santa Lucía»        | Patricio y Marta    | José Secall y Malucha Pinto       |
| Meghan Trainor       | «No»                 | Begoña y Florencia  | Lucy Cominetti y Elvira Cristi    |

#### Locaciones
- «Fuego» de Bomba Estéreo.
- «Buenas noches, desolación» de Julieta Venegas.
- «Irresponsables» Babasónicos.
- «No me importa nada» de Luz Casal.
- «Un año más» de La Sonora de Tommy Rey.
- «No pasa na» de La Teruka.